# Litiumatom
En litiumatom är en atom av grundämnet litium. Den består av tre elektroner som är bundna av den elektromagnetiska växelverkan till en kärna som innehåller tre protoner tillsammans med antingen tre eller fyra neutroner, beroende på isotop, som hålls samman av den starka kärnkraften. På liknande sätt som i fallet med heliumatomen, har en lösning på sluten form till Schrödingerekvationen inte hittats för litiumatomen. Emellertid kan olika approximationer, såsom Hartree–Focks metod, användas för att uppskatta grundtillståndsenergin och vågfunktionen av atomen. Kvantdefekten är ett värde som beskriver avvikelsen från hydrogeniska energinivåer.